# Neil Etheridge
Neil Leonard Dula Etheridge (sinh ngày 7 tháng 2 năm 1990) là một cầu thủ bóng đá Philippines đang chơi cho Birmingham City. Anh cũng chơi cho Philippines với vị trí thủ môn. Anh đã gia nhập Fulham Academy sau 3 năm làm cầu thủ thực tập tại Chelsea. Anh chơi lần đầu cho Fulham ở UEFA Europa League trong trận đấu với câu lạc bộ Đan Mạch Odense BK. Anh chưa chơi lần đầu ở Premier League, khi anh chơi lần đầu ở the Football League cho Bristol Rovers mượn. Là 1 cựu cầu thủ của học sinh Anh quốc tế, anh hiện đang đại diện cho đội tuyển bóng đá quốc gia Philippines ở cấp quốc tế.

## Tiểu sử
Etheridge sinh ở Enfield Town, ở Khu Enfield của Luân Đôn cha là Englishman Martin Etheridge và mẹ là Filipina Merlinda Dula một người gốc Tarlac. Anh chơi thể thao từ lúc lên 9 và học trường Court Moor ở Fleet, Hampshire nơi anh cũng đại diện cho các đội Hampshire Schools và quận Aldershot & Farnborough.
Etheridge bắt đầu tham gia Chelsea Academy năm 2003.
Năm 2006, anh chuyển đến Fulham, và ký hợp đồng chuyên nghiệp với câu lạc bộ này.

## Thống kê sự nghiệp

### Câu lạc bộ
Tính đến 10 tháng 11 năm 2019
| Câu lạc bộ               | Mùa giải            | Liên đoàn | Liên đoàn | FA Cup | FA Cup | League Cup | League Cup | Châu Âu | Châu Âu | Tổng | Tổng |
| Câu lạc bộ               | Mùa giải            | Trận      | Bàn       | Trận   | Bàn    | Trận       | Bàn        | Trận    | Bàn     | Trận | Bàn  |
| ------------------------ | ------------------- | --------- | --------- | ------ | ------ | ---------- | ---------- | ------- | ------- | ---- | ---- |
| Fulham                   | 2008–09             | 0         | 0         | 0      | 0      | 0          | 0          | –       | –       | 0    | 0    |
| Fulham                   | 2009–10             | 0         | 0         | 0      | 0      | 0          | 0          | 0       | 0       | 0    | 0    |
| Fulham                   | 2006                | 0         | 0         | 0      | 0      | 0          | 0          | –       | –       | 0    | 0    |
| Fulham                   | 2011–12             | 0         | 0         | 0      | 0      | 0          | 0          | 1       | 0       | 1    | 0    |
| Fulham                   | 2012–13             | 0         | 0         | 0      | 0      | 0          | 0          | –       | –       | 0    | 0    |
| Fulham                   | 2013–14             | 0         | 0         | 0      | 0      | 0          | 0          | –       | –       | 0    | 0    |
| Fulham                   | Tổng cộng           | 0         | 0         | 0      | 0      | 0          | 0          | 1       | 0       | 1    | 0    |
| Charlton Athletic (mượn) | 2010–11             | 0         | 0         | 0      | 0      | 0          | 0          | –       | –       | 0    | 0    |
| Bristol Rovers (mượn)    | 2012–13             | 12        | 0         | 0      | 0      | –          | –          | –       | –       | 12   | 0    |
| Crewe Alexandra (mượn)   | 2013–14             | 4         | 0         | 0      | 0      | –          | –          | –       | –       | 4    | 0    |
| Oldham Athletic          | 2014–15             | 0         | 0         | 0      | 0      | –          | –          | –       | –       | 0    | 0    |
| Charlton Athletic        | 2014–15             | 4         | 0         | 1      | 0      | 0          | 0          | –       | –       | 5    | 0    |
| Walsall                  | 2015–16             | 41        | 0         | 1      | 0      | 1          | 0          | 0       | 0       | 43   | 0    |
| Tổng cộng                | Tổng cộng           | 81        | 0         | 6      | 0      | 4          | 0          | 2       | 0       | 93   | 0    |
| Cardiff City             | 2017–18             | 45        | 0         | 2      | 0      | 0          | 0          | —       | —       | 47   | 0    |
| Cardiff City             | 2018–19             | 38        | 0         | 0      | 0      | 0          | 0          | —       | —       | 38   | 0    |
| Cardiff City             | 2019–20             | 6         | 0         | 0      | 0      | 0          | 0          | —       | —       | 6    | 0    |
| Tổng cộng                | Tổng cộng           | 89        | 0         | 2      | 0      | 0          | 0          | —       | —       | 91   | 0    |
| Tổng cộng sự nghiệp      | Tổng cộng sự nghiệp | 190       | 0         | 9      | 0      | 4          | 0          | 4       | 0       | 207  | 0    |

### Quốc tế
Tính đến 14 tháng 6 năm 2022
| Philippines | Philippines | Philippines |
| Năm         | Trận        | Bàn         |
| ----------- | ----------- | ----------- |
| 2008        | 7           | 0           |
| 2009        | 3           | 0           |
| 2010        | 8           | 0           |
| 2011        | 10          | 0           |
| 2012        | 10          | 0           |
| 2013        | 4           | 0           |
| 2014        | 1           | 0           |
| 2015        | 6           | 0           |
| 2016        | 3           | 0           |
| 2017        | 4           | 0           |
| 2018        | 6           | 0           |
| 2019        | 3           | 0           |
| 2022        | 5           | 0           |
| Tổng cộng   | 70          | 0           |